# Lijst van hoogste gebouwen van New York (stad)
De geschiedenis van wolkenkrabbers in New York begon met de voltooiing van de New York World Building in 1890 dat 106 m hoog was. Het was het eerste gebouw dat boven de 87 m hoge Trinity Church uitkwam. Het gebouw werd in 1955 gesloopt om plaats te maken voor een uitbreiding van de toegang naar de Brooklyn Bridge. Sinds 1890 kregen elf gebouwen in New York de titel van hoogste gebouw ter wereld. 
In de periode van 1910 tot 1930 werden 16 van de nu 82 hoogste gebouwen van New York gebouwd, waaronder de Bank of Manhattan Trust Building, het Chrysler Building en het Empire State Building, die bij hun voltooiing allemaal de titel "hoogste gebouw ter wereld" verkregen. Vanaf 1960 zijn nogmaals bijna 70 gebouwen met een minimale hoogte van 600 voet (183 m) gebouwd, waaronder de Twin Towers van het World Trade Center. Hiervan stond de North Tower, conventionele benaming voor het originele One World Trade Center, bekend als hoogste gebouw ter wereld van 1972 tot 1973, en hoogste gebouw van New York tot de vernietiging op 11 september 2001.
De wolkenkrabbers in New York staan voornamelijk in Midtown en Lower Manhattan, al staat er ook een groot aantal in andere buurten van Manhattan en de stadsdelen Brooklyn, Queens en The Bronx. In juni 2008 waren er 191 gebouwen met een minimale hoogte van 500 voet (152 m), meer dan welke stad dan ook in de Verenigde Staten. Sindsdien volgden onder meer One World Trade Center (541 m), Three World Trade Center (329 m), Four World Trade Center (297 m) en Seven World Trade Center (226 m) als delen van de vervanging van het op 11 september 2001 vernietigde World Trade Center. Op de World Trade Center site zijn nog Two World Trade Center (408 m) en Five World Trade Center (226 m) in plannings- of bouwfase.

## Hoogste gebouwen
Deze lijst van hoogste gebouwen van New York rangschikt wolkenkrabbers van New York, gebaseerd op standaard maatstaven van hun hoogte. Dit omvat torenspitsen en architectonische details, maar omvat niet de antennemasten. Een gelijk-teken (=) na een rang geeft een gelijke hoogte tussen twee of meer gebouwen aan.
| Rang NY | Naam                                      | Foto                       | Hoogte m / ft | Verdiepingen | Jaar | Opmerkingen |
| ------- | ----------------------------------------- | -------------------------- | ------------- | ------------ | ---- | --- |
| 1       | One World Trade Center                    |                            | 541 / 1776    | 102          | 2014 | Hoogste gebouw van New York sinds 30 april 2012 |
| 2       | Central Park Tower                        |                            | 472 / 1550    | 98           | 2020 | Hoogste gebouw ter wereld, dat gebruikt wordt voor residenties                                                                                                   |
| 3       | 111 West 57th Street                      |                            | 435 / 1428    | 84           | 2021 | Meet slanke wolkenkrabber ter wereld 2de hoogste gebouw ter wereld, dat gebruikt wordt voor residenties                                                          |
| 4       | One Vanderbilt                            |                            | 427 / 1401    | 62           | 2020 | Tweede grootste kantoorgebouw van NYC |
| 5       | 432 Park Avenue                           |                            | 426 / 1398    | 89           | 2015 | 3de hoogste gebouw ter wereld voor residenties |
| 6       | 270 Park Avenue*                          |                            | 423 / 1388    | 60           | 2025 | |
| 7       | 30 Hudson Yards                           |                            | 387 / 1268    | 73           | 2019 | Hoogste buiten uitkijkplatform ter wereld 'The Edge' |
| 8       | Empire State Building                     |                            | 381 / 1250    | 102          | 1931 | Eerste gebouw in de wereld met meer dan honderd verdiepingen. Het was het hoogste gebouw van New York van zijn voltooiing in 1931 tot 1972 en van 2001 tot 2013. |
| 9       | Bank of America Tower                     |                            | 366 / 1200    | 54           | 2009 | |
| 10      | Three World Trade Center                  |                            | 329 / 1079    | 80           | 2018 | |
| 11      | 53W53                                     |                            | 320 / 1050    | 77           | 2019 | |
| 12=     | Chrysler Building                         |                            | 319 / 1046    | 77           | 1930 | Was het hoogste gebouw van de wereld tussen 1930 en 1931. Is het hoogste gebouw ter wereld dat van baksteen is gebouwd.                                          |
| 12=     | The New York Times Tower                  |                            | 319 / 1046    | 52           | 2007 | Ook bekend als de Times Tower. |
| 14      | The Brooklyn Tower                        |                            | 315 / 1035    | 74           | 2023 | Hoogste gebouw van New York buiten Manhattan |
| 15      | The Spiral                                | The Spiral in Hudson Yards | 314 / 1030    | 65           | 2022 | |
| 16      | One57                                     |                            | 306 / 1004    | 75           | 2013 | |
| 17      | 35 Hudson Yards                           |                            | 305 / 1000    | 72           | 2019 | |
| 18      | 520 Fifth Avenue                          |                            | 305 / 1002    | 88           | 2026 | |
| 19      | One Manhattan West                        |                            | 304 / 996     | 67           | 2019 | |
| 20      | 50 Hudson Yards                           |                            | 299 / 981     | 58           | 2022 | |
| 21      | Four World Trade Center                   |                            | 298 / 977     | 72           | 2013 | |
| 22      | 70 Pine Street                            |                            | 290 / 952     | 66           | 1932 | |
| 23      | 220 Central Park South                    | 220 Central Park South     | 290 / 950     | 65           | 2019 | |
| 24      | Two Manhattan West                        |                            | 285 / 935     | 58           | 2023 | |
| 25      | The Trump Building                        |                            | 283 / 927     | 70           | 1930 | Was in 1930 slechts twee maanden het hoogste gebouw in de wereld. Voorheen bekend als de Bank of Manhattan Trust Building ook wel bekend als 40 Wall street.     |
| 26      | 30 Park Place                             | 30 Park Place              | 282 / 926     | 67           | 2016 | |
| 27      | Citigroup Center                          |                            | 279 / 915     | 59           | 1977 | |
| 28      | 15 Hudson Yards                           |                            | 279 / 914     | 70           | 2019 | |
| 29      | 10 Hudson Yards                           |                            | 268 / 878     | 52           | 2016 | |
| 30      | 8 Spruce Street                           |                            | 267 / 876     | 76           | 2011 | Eerder bekend als Beekman Tower en New York by Gehry |
| 31      | Trump World Tower                         |                            | 262 / 861     | 78           | 2001 | |
| 32      | 425 Park Avenue                           |                            | 262 / 860     | 41           | 2021 | |
| 33      | 30 Rockefeller Center                     |                            | 259 / 850     | 70           | 1933 | |
| 34      | Sutton 58                                 |                            | 258 / 847     | 65           | 2022 | |
| 35      | One Manhattan Square                      |                            | 258 / 847     | 72           | 2019 | |
| 36      | The Orchard                               |                            | 251 / 823     | 69           | 2025 | Hoogste gebouw in Queens Hoogste gebouw van New York buiten Manhattan en Brooklyn                                                                                |
| 37      | 56 Leonard Street                         |                            | 250 / 821     | 57           | 2016 | |
| 38      | CitySpire Center                          |                            | 248 / 814     | 78           | 1987 | |
| 39      | One Chase Manhattan Plaza                 |                            | 248 / 813     | 60           | 1961 | |
| 40      | Condé Nast Building                       |                            | 247 / 809     | 48           | 1999 | |
| 41      | MetLife Building                          |                            | 246 / 808     | 59           | 1963 | Het MetLife gebouw, voorheen het Pan Am gebouw |
| 42      | Bloomberg Tower                           |                            | 246 / 806     | 54           | 2005 | Ook gekend als 731 Lexington Avenue |
| 43      | Madison House                             |                            | 245 / 805     | 56           | 2022 | |
| 44      | The Centrale                              |                            | 245 / 803     | 64           | 2019 | |
| 45      | Woolworth Building                        |                            | 241 / 792     | 57           | 1913 | Hoogste gebouw ter wereld van 1913 tot 1930 |
| 46      | 111 Murray Street                         |                            | 240 / 788     | 60           | 2018 | |
| 47      | One Worldwide Plaza                       |                            | 237 / 778     | 50           | 1989 | |
| 48      | Carnegie Hall Tower                       |                            | 231 / 757     | 60           | 1991 | |
| 49      | 383 Madison Avenue                        |                            | 230 / 755     | 47           | 2001 | |
| 50      | 1717 Broadway                             |                            | 229 / 753     | 68           | 2013 | Huisvest twee hotels: Courtyard New York Manhattan/Central Park en Residence Inn New York Manhattan/Central Park                                                 |
| 51      | AXA Center                                |                            | 229 / 752     | 54           | 1986 | Voorheen bekend als Equitable Building |
| 52=     | One Penn Plaza                            |                            | 229 / 750     | 57           | 1972 | |
| 52=     | 1251 Avenue of the Americas               |                            | 229 / 750     | 54           | 1971 | Ook bekend als Exxon Building. |
| 54=     | Time Warner Center South Tower            |                            | 228 / 749     | 55           | 2004 | |
| 54=     | Time Warner Center North Tower            |                            | 228 / 749     | 55           | 2004 | |
| 56=     | 200 West Street                           |                            | 228 / 749     | 44           | 2010 | |
| 56=     | 60 Wall Street                            |                            | 227 / 745     | 55           | 1989 | Ook bekend als Deutsche Bank Headquarters |
| 56=     | One Astor Plaza                           |                            | 227 / 745     | 54           | 1972 | |
| 56=     | One Liberty Plaza                         |                            | 226 / 743     | 54           | 1973 | Voorheen bekend als the US Steel building |
| 56=     | 7 World Trade Center                      |                            | 226 / 743     | 49           | 2006 | Onderdeel van het nieuwe World Trade Center |
| 60      | 20 Exchange Place                         |                            | 226 / 741     | 57           | 1931 | Voorheen bekend als de City Bank-Farmers Trust Building |
| 61      | 200 Vesey Street                          |                            | 225 / 739     | 51           | 1986 | Ook bekend als American Express Tower en Three World Financial Center                                                                                            |
| 62      | Bertelsmann Building                      |                            | 223 / 733     | 42           | 1990 | |
| 63      | Times Square Tower                        |                            | 221 / 726     | 47           | 2004 | |
| 64      | Metropolitan Tower                        |                            | 218 / 716     | 68           | 1987 | |
| 65      | 252 East 57th Street                      |                            | 218 / 715     | 65           | 2016 | |
| 66      | 500 Fifth Avenue                          |                            | 216 / 709     | 60           | 1931 | |
| 67      | General Motors Building                   |                            | 215 / 705     | 50           | 1968 | |
| 68      | Metropolitan Life Insurance Company Tower |                            | 213 / 700     | 51           | 1909 | Hoogste gebouw in de wereld tussen 1909 en 1913 |
| 69      | Americas Tower                            |                            | 211 / 692     | 53           | 1992 | |
| 70      | Solow Building                            |                            | 210 / 689     | 50           | 1974 | |
| 69      | HSBC Bank Building                        |                            | 210 / 688     | 52           | 1967 | Ook bekend als Marine Midland |
| 70=     | 55 Water Street                           |                            | 209 / 687     | 53           | 1972 | |
| 70=     | 277 Park Avenue                           |                            | 209 / 687     | 50           | 1962 | |
| 72      | 1585 Broadway                             |                            | 209 / 685     | 42           | 1989 | Ook bekend als Morgan Stanley Building |
| 73      | Random House Tower                        |                            | 208 / 684     | 52           | 2003 | |
| 74      | Four Seasons Hotel New York               |                            | 208 / 682     | 52           | 1993 | |
| 75      | McGraw-Hill Building                      |                            | 205 / 674     | 51           | 1969 | |
| 76=     | Lincoln Building                          |                            | 205 / 673     | 55           | 1930 | |
| 76=     | Barclay Tower                             |                            | 205 / 673     | 56           | 2007 | |
| 78      | Paramount Plaza                           |                            | 204 / 670     | 48           | 1971 | |
| 79      | Trump Tower                               |                            | 202 / 664     | 58           | 1983 | |
| 80      | One Court Square                          |                            | 201 / 658     | 50           | 1990 | |
| 81      | 1 Wall Street                             |                            | 199 / 654     | 50           | 1931 | |
| 82=     | 599 Lexington Avenue                      |                            | 199 / 653     | 50           | 1986 | |
| 82=     | Silver Towers I                           |                            | 199 / 653     | 57           | 2009 | |
| 82=     | Silver Towers II                          |                            | 199 / 653     | 57           | 2009 | |
| 85      | 712 5th Avenue                            |                            | 198 / 650     | 52           | 1990 | |
| 86      | Chanin Building                           |                            | 198 / 649     | 56           | 1930 | |
| 87      | 245 Park Avenue                           |                            | 198 / 648     | 44           | 1966 | |
| 88      | Sony Tower                                |                            | 197 / 647     | 37           | 1984 | |
| 89      | 225 Liberty Street                        |                            | 197 / 645     | 44           | 1987 | Ook bekend als Two World Financial Center |
| 90      | 1095 Avenue of the Americas               |                            | 196 / 644     | 43           | 2007 | Het hoofdkantoor van Verizon |
| 91      | 570 Lexington Avenue                      |                            | 196 / 643     | 50           | 1931 | Ook bekend als General Electric Building |
| 92      | One New York Plaza                        |                            | 195 / 640     | 50           | 1969 | |
| 93      | MiMA                                      |                            | 195 / 638     | 63           | 2011 | |
| 94      | 345 Park Avenue                           |                            | 193 / 634     | 44           | 1969 | |
| 95      | Langham Place                             |                            | 193 / 632     | 57           | 2010 | Ook bekend als 400 Fifth Avenue. |
| 96=     | W. R. Grace Building                      |                            | 192 / 630     | 50           | 1972 | |
| 96=     | Home Insurance Plaza                      |                            | 192 / 630     | 45           | 1966 | |
| 96=     | W New York Downtown Hotel and Residences  |                            | 192 / 630     | 57           | 2010 | |
| 99      | 101 Park Avenue                           |                            | 192 / 629     | 49           | 1982 | |
| 100=    | One Dag Hammarskjold Plaza                |                            | 191 / 628     | 49           | 1972 | |
| 100=    | Central Park Place                        |                            | 191 / 628     | 56           | 1988 | |
| 100=    | 888 7th Avenue                            |                            | 191 / 628     | 46           | 1971 | |
| 103=    | Waldorf-Astoria Hotel                     |                            | 191 / 625     | 47           | 1931 | |
| 103=    | Burlington House                          |                            | 191 / 625     | 50           | 1969 | |
| 105     | Trump Palace Condominiums                 |                            | 190 / 623     | 54           | 1991 | |
| 106     | One Madison Park                          |                            | 189 / 621     | 51           | 2010 | |
| 107=    | Olympic Tower                             |                            | 189 / 620     | 51           | 1976 | |
| 107=    | Mercantile Building                       |                            | 189 / 620     | 48           | 1929 | Ook bekend als 10 East 40th Street |
| 109     | 425 5th Avenue                            |                            | 188 / 618     | 55           | 2003 | |
| 110=    | The Epic                                  |                            | 187 / 615     | 58           | 2007 | |
| 110=    | 919 Third Avenue                          |                            | 187 / 615     | 47           | 1971 | |
| 110=    | New York Life Building                    |                            | 187 / 615     | 40           | 1928 | |
| 110=    | 750 Seventh Avenue                        |                            | 187 / 615     | 40           | 1989 | |

## Hoogste gebouwen naar torenspitshoogte

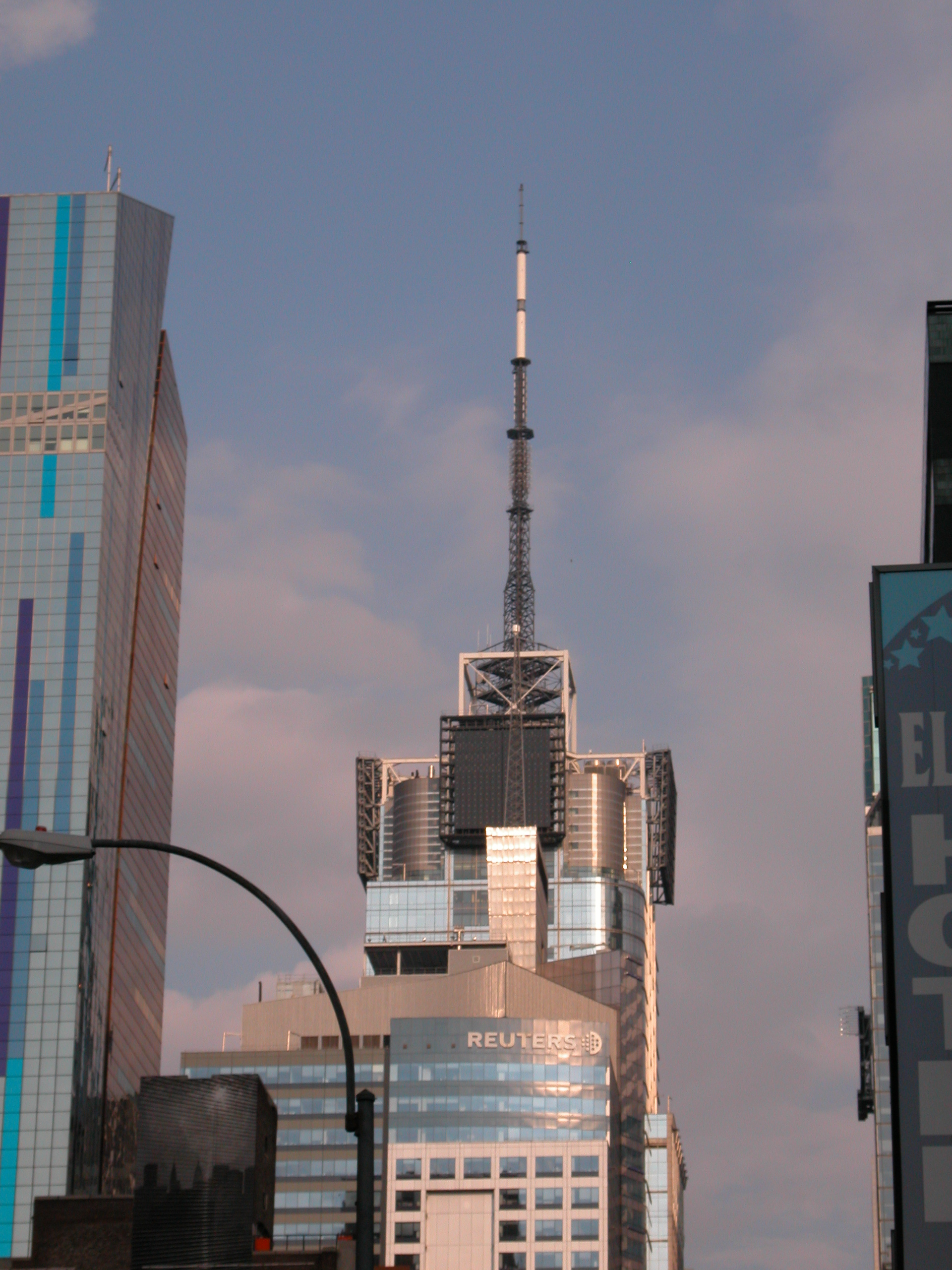
De Conde Nast Building, het derde hoogste gebouw in New York bij het meten van de hoogte door torenspitshoogte

Deze lijst rangschikt gebouwen in New York gebaseerd op de hoogte van de torenspits (pinnacle), die ook antennemasten kan omvatten. De standaard architectonische maatstaf van de hoogte (std), die de antennes in bouwhoogte uitsluit, is inbegrepen ter vergelijking. De Chrysler en New York Times gebouwen hebben dezelfde hoogte en rang (zowel torenspits en standaard hoogtes).
| Spits Rang | Std. Rang | Naam                            | Hoogtepunt hoogte ft (m) | Standaard hoogte ft (m) | verdiepingen | jaar |
| ---------- | --------- | ------------------------------- | ------------------------ | ----------------------- | ------------ | ---- |
| 1          | 1         | Empire State Building           | 1454 (443)               | 1250 (381)              | 102          | 1931 |
| 2          | 2         | Bank of America Tower           | 1200 (366)               | 1200 (366)              | 54           | 2009 |
| 3          | 12        | Condé Nast Building             | 1118 (341)               | 809 (247)               | 48           | 1999 |
| 4          | 3         | Chrysler Building               | 1046 (319)               | 1046 (319)              | 77           | 1931 |
| 4          | 3         | New York Times Building         | 1046 (319)               | 1046 (319)              | 52           | 2007 |
| 6          | 5         | American International Building | 952 (290)                | 952 (290)               | 66           | 1932 |
| 7          | 14        | Bloomberg Tower                 | 941 (287)                | 806 (246)               | 54           | 2005 |
| 8          | 6         | 40 Wall Street                  | 927 (283)                | 927 (283)               | 70           | 1930 |
| 9          | 7         | Citigroup Center                | 915 (279)                | 915 (279)               | 59           | 1977 |
| 10         | 8         | Beekman Tower                   | 876 (267)                | 876 (267)               | 76           | 2011 |

## Hoogste gebouw per stadsdeel (borough)
Deze lijst toont het hoogste gebouw in elke borough van New York gebaseerd op de standaard maatstaven voor de hoogte. De kolom "jaar" geeft het jaar aan waarin een gebouw werd voltooid.
| Borough       | naam                       | hoogte ft (m)    | verdiepingen | jaar |
| ------------- | -------------------------- | ---------------- | ------------ | ---- |
| Bronx         | Tracey Towers Apartments I | 400 (120)        | 41           | 1972 |
| Brooklyn      | The Brooklyn Tower         | 1035 (315)       | 74           | 2023 |
| Manhattan     | One World Trade Center     | 1776 (541)       | 94           | 2014 |
| Queens        | Skyline Tower              | 762 (232)        | 67           | 2021 |
| Staten Island | Castleton Park Towers      | niet beschikbaar | 20           | 1976 |

## Hoogste onder constructie, goedgekeurd of voorgesteld

### In aanbouw
Deze lijst toont gebouwen die momenteel in aanbouw zijn in New York. De kolom "jaar" geeft het jaar aan waarin de opening gepland is:
| Naam                    | foto | hoogte ft / m | verdiepingen | jaar     |
| ----------------------- | ---- | ------------- | ------------ | -------- |
| Two World Trade Center  |      | 1359 / 414    | 88           | 2020     |
| Five World Trade Center |      | 743 / 266     | 42           | onbekend |

### Goedgekeurd
Deze lijst toont gebouwen die zijn goedgekeurd voor de bouw in New York, maar nog niet begonnen zijn. De lijst beperkt zich tot gebouwen die naar verwachting ten minste 600 voet (183 m) hoog worden. Gebouwen waarvan de bouw is gestopt of geschorst zijn ook opgenomen.
| Naam                      | hoogte ft / m | Verdiepingen | Jaar             | opmerking |
| ------------------------- | ------------- | ------------ | ---------------- | --------- |
| 360 Tenth Avenue          | 774 / 236     | 61           | niet beschikbaar | -         |
| Nobu Hotel and Residences | 650 / 198     | 62           | niet beschikbaar | -         |

### Voorgesteld
Deze lijst toont gebouwen die worden voorgesteld voor bouw in New York, maar waarvoor nog geen toestemming verleend is.
| Naam                          | hoogte ft / m | verdiepingen* | jaar* |
| ----------------------------- | ------------- | ------------- | ----- |
| Tower Fifth                   | 1556 / 474    | 96            | -     |
| Hudson Place Tower I          | 1300 / 396    | 110           | 2015  |
| 15 Penn Plaza                 | 1198 / 365    | 62            | 2014  |
| Hudson Place Tower II         | 1080 / 329    | -             | 2015  |
| City Tech Tower               | 1000 / 305    | 65            | -     |
| The New York Sky Garden Tower | 937 / 285     | 54            | -     |
| 708 First Avenue Tower I      | 864 / 263     | 57            | 2008  |
| 685 First Avenue              | 836 / 255     | 67            | 2008  |
| 700 1st Avenue Tower III      | 689 / 210     | 66            | -     |
| 708 1st Avenue                | 666 / 203     | 45            | -     |
| 20 East 53rd Street           | 648 / 198     | 50            | 2009  |
| 700 1st Avenue Tower 2        | 631 / 192     | 60            | -     |
| 160 West 62nd Street          | 621 / 189     | 57            | 2010  |
| Atlantic Yards Building 1     | 620 / 189     | -             | -     |
| 700 First Avenue Tower 1      | 600 / 183     | 57            | -     |
| 700 First Avenue Tower 1      | 600 / 183     | 57            | -     |
| Queens Street Apartments      | 600 / 183     | -             | -     |

*Een leeg veld geeft aan dat er nog geen informatie is vrijgegeven over het aantal bouwlagen en/of de datum van voltooiing.

## Hoogste gesloopt
Dit is een lijst van gebouwen die ooit meer dan 500 voet (152 m) hoog waren, maar inmiddels gesloopt zijn of gepland staan voor sloop.
| Naam                               | Afbeelding | Hoogte ft / m | Verdiepingen | Afgerond in | Gesloopt in | Notes |
| ---------------------------------- | ---------- | ------------- | ------------ | ----------- | ----------- | --- |
| One World Trade Center (I)         |            | 1368 / 417    | 110          | 1972        | 2001        | Verwoest tijdens de aanslagen op 11 september 2001. Was het hoogste gebouw in de wereld van 1972 tot 1973 en hoogste van New York.     |
| Two World Trade Center (I)         |            | 1362 / 415    | 110          | 1973        | 2001        | Verwoest tijdens de aanslagen op 11 september 2001.                                                                                    |
| JP Morgan Chase World Headquarters |            | 707 / 215     | 52           | 1960        | 2021        | Gesloopt om vervangen te worden voor een nieuwer en hoger hoofdkantoor op hetzelfde adres.                                             |
| Singer Building                    |            | 612 / 187     | 47           | 1908        | 1968        | Gesloopt om ruimte te maken voor One Liberty Plaza. Stond als het hoogste gebouw in de wereld van 1908 tot 1909.                       |
| 7 World Trade Center (I)           |            | 570 / 174     | 47           | 1987        | 2001        | Zwaar beschadigd in de aanslagen van 11 september en dezelfde dag rond 17:00 uur ingestort.                                            |
| Deutsche Bank Building             |            | 565 / 172     | 40           | 1974        | 2010        | Werd gesloopt als gevolg van schade in de aanslagen van 11 september. Gebouw wordt naar verwachting vervangen door 130 Liberty Street. |

## Tijdlijn van de hoogste gebouwen
Dit is een lijst van gebouwen die ooit de titel van hoogste gebouw in New York bezaten. Elk gebouw op de lijst bezat de titel van hoogste gebouw ter wereld op het moment van voltooiing met uitzondering van Trinity Church, St. Patrick's Cathedral en One World Trade Center.
| Naam                                      | foto | adres                | Jaar als hoogste | Hoogte ft / m | verdiepingen | opmerking                                                                                           |
| ----------------------------------------- | ---- | -------------------- | ---------------- | ------------- | ------------ | --------------------------------------------------------------------------------------------------- |
| Trinity Church                            |      | 79 Broadway          | 1846–1888        | 279 / 85      | 1            | |
| St. Patrick's Cathedral                   |      | Broadway             | 1888–1890        | 330 / 100     | 1            | |
| New York World Building                   |      | Frankfort Street     | 1890–1894        | 348 / 106     | 20           | Gebouwd voor de krant The New York World. Afgebroken in 1955                                        |
| Manhattan Life Insurance Building         |      | 64–70 Broadway       | 1894–1899        | 348 / 106     | 18           | Afgebroken in 1963                                                                                  |
| Park Row Building                         |      | 13–21 Park Row       | 1899–1908        | 391 / 119     | 30           | |
| Singer Building                           |      | 149 Broadway         | 1908–1909        | 612 / 187     | 47           | Afgebroken in 1968                                                                                  |
| Metropolitan Life Insurance Company Tower |      | 1 Madison Avenue     | 1909–1913        | 700 / 213     | 50           | |
| Woolworth Building                        |      | 233 Broadway         | 1913–1930        | 792 / 241     | 57           | |
| Bank of Manhattan Trust Building          |      | 40 Wall Street       | 1930             | 927 / 283     | 70           | |
| Chrysler Building                         |      | 405 Lexington Avenue | 1930–1931        | 1046 / 319    | 77           | |
| Empire State Building                     |      | 350 Fifth Avenue     | 1931–1972        | 1250 / 381    | 102          | |
| One World Trade Center (I)                |      | World Trade Center   | 1972–2001        | 1368 / 417    | 110          | Verwoest tijdens de aanslagen van 11 september 2001.                                                |
| Empire State Building                     |      | 350 Fifth Avenue     | 2001–2012        | 1250 / 381    | 102          | Vanwege de aanslagen van 11 september 2001 tussen 2001 en 2012 weer het hoogste gebouw van New York |
| One World Trade Center (II)               |      | World Trade Center   | 2012–heden       | 1.368 / 417   | 104          | |